# Eclissi solare del 30 maggio 1946
L'eclissi solare del 30 maggio 1946 è stato un evento astronomico che ha avuto luogo il suddetto giorno attorno alle ore 12:04 UTC. Tale evento ha avuto luogo nel Sud America sudoccidentale e nell'Oceano Pacifico sud-orientale. L'eclissi del 30 maggio 1946 divenne la seconda eclissi solare nel 1946 e la 107ª nel XX secolo. La precedente eclissi solare si è verificata il 3 gennaio 1946, la seguente il 29 giugno 1946.

## Percorso e visibilità
Questa eclissi solare parziale poteva essere vista nella maggior parte del Cile ad eccezione delle estremità nord e sud, nell'Argentina occidentale e nell'Oceano Pacifico sud orientale. La maggior parte dei territori coinvolti si trova a est della linea internazionale del cambio di data ed hanno visto l'eclissi solare il 30 maggio, mentre nel resto dei territori il 31 maggio.

## Eclissi correlate

### Eclissi solari 1946 - 1949
Questa eclissi è un membro di una serie semestrale. Un'eclissi in una serie semestrale di eclissi solari si ripete approssimativamente ogni 177 giorni e 4 ore (un semestre) in nodi alternati dell'orbita della Luna.